# یواس‌اس فیلیپ (دی‌دی-۷۶)
یواس‌اس فیلیپ (دی‌دی-۷۶) (به انگلیسی: USS Philip (DD-76)) یک کشتی بود که طول آن ۹۵٫۸۱ متر (۳۱۴٫۳ فوت) بود. این کشتی در سال ۱۹۱۸ ساخته شد.